# ROMA/ローマ
『ROMA/ローマ』（Roma）は、2018年に公開されたアメリカ合衆国とメキシコの合作によるドラマ映画。
アルフォンソ・キュアロン監督・脚本・共同製作・共同編集。1970年と1971年を舞台としたこの映画はメキシコシティで育ったキュアロンの半自伝的な物語であり、とある中流家庭とその家政婦の日常が描かれている。タイトルはメキシコシティのコロニア・ローマに基づいている。
ワールド・プレミアは2018年8月30日に第75回ヴェネツィア国際映画祭コンペティション部門で開催され、最高賞である金獅子賞を獲得した。2018年11月21日にアメリカ合衆国で限定公開が始まった後、12月14日よりNetflixで配信された。映画は評論家達から「痛いほど美しい」、「魅力的」と絶賛され、『タイム』誌やニューヨーク映画批評家協会からは2018年のベスト作とされた他、ナショナル・ボード・オブ・レビューの2018年トップ10入りも果たした。第76回ゴールデングローブ賞では外国語映画賞、監督賞、脚本賞にノミネートされ外国語映画賞と監督賞を受賞した。第91回アカデミー賞外国語映画賞にメキシコ代表作として出品され、同賞および作品賞を含む同年最多の10部門にノミネート。外国語映画賞・監督賞・撮影賞の3部門を受賞した。
Netflix作品として初めて日本の映画館で興行的に劇場公開された作品である。

## あらすじ
1970年、クレオはメキシコシティのコロニア・ローマで住み込みの家政婦として働き、ソフィアとその夫で雇い主のアントニオ、彼らの4人の子供、ソフィアの母のテレサ、同じく家政婦であるアデラと暮らす。医者であるアントニオはカナダのケベックでの会議のために留守にする。クレオの掃除、料理、子供の送り迎え、就寝と起床といった日常が描かれるのと平行してソフィアとアントニオの結婚関係が希薄化していることが明らかとなる。アントニは一時的に帰宅した後すぐにまたケベックへと発つ。
休暇中、クレオとアデラはボーイフレンドのフェルミンとラモンと共に映画館に行く。映画館の入り口でクレオとフェルミンは映画鑑賞の代わりに部屋を借りることにする。全裸のフェルミンはシャワーカーテンのロッドとポールを使って武術の技をクレオに披露する。後日、2人は映画館で会い、クレオは自分が妊娠している可能性があることをフェルミンに告げる。映画（『大進撃』）の終了間際、フェルミンはトイレに行くと言って席を立ったまま戻らず、クレオが外を探しても見つからない。クレオがソフィアに相談すると医者に連れて行かれ、妊娠が確定する。
ソフィアはクレオ、アデラ、子供達を連れて新年を祝うために友人のアシエンダへ行く。地主も労働者達も最近のこの地域の土地を巡る緊張状態について言及する。パーティの間に森で火事が発生し、年越しに向けて男が歌を唄う後ろで人々は消火活動をする。
街に戻り、クレオは子供達とその祖母を『宇宙からの脱出』を鑑賞するために映画館に連れて行ったところ、若い女と一緒にいるアントニオを目撃する。ソフィアは子供達にアントニオとの別居を隠そうとするが、次男が電話での会話を盗み聞きしてそれを知ってしまう。彼女は父親がまだカナダに出張していると信じている他の子供達に事実を明かさないように次男に頼む。
アデラのボーイフレンドを通じてクレオは野外の武術訓練場でフェルミンを発見するが、彼は赤ん坊の父親が自分であることを認めず、2度と会いに来ないように脅す。
クレオの出産予定日間近、テレサはベビーベッドを見るために彼女を買い物に連れて行く。店への道中で彼女らは抗議のために集まる学生達を目撃する。2人が家具屋を見物している間、路上では抗議団体に警官隊が発砲し虐殺に発展（コーパスクリスティの虐殺）、若者達で構成される民兵集団（ロス・アルコネスであることが暗示されている）によって抗議者が次々と射殺される。負傷した男女が店内に逃げ隠れるが、追ってきた民兵たちにより見つかってしまい、客の目の前で男は射殺される。追跡してきた民兵の中にはフェルミンもおり、クレオにも銃を向けて睨み付けた後に店を立ち去る。直後にクレオは破水する。
すぐにクレオとテレサは車で病院に向かうが、暴動のせいで走行を邪魔される。到着したクレオは分娩室に向かう途中で会ったアントニオによって励まされるが、彼は言い訳をした後に去る。クレオの子宮からは心音が聞こえず、医者達は手術室で帝王切開するが、死産に終わり、蘇生措置も全て失敗する。医者達は少しの間クレオに赤ん坊を抱かせた後に連れ去って行く。
ソフィアは家のガレージには駐めるには大きすぎたフォード・ギャラクシーを売却してひとまわり小さな車を購入する。彼女はギャラクシーを引き取られる前にトゥスパンのビーチへの家族旅行を提案し、傷心のクレオも誘う。旅先での夕食の際、ソフィアはアントニオと別居し、この旅行は父親が私物を自宅から持ち去るためのものでもあると子供達に告げる。ビーチで子供2人が強い波に飲まれて溺れかけるとクレオは泳げないにもかかわらず海に飛び込んで彼らを救出する。ソフィアと子供達が無心の献身を見せたクレオに感謝と愛を告げると、彼女は出産を望んでいなかったことを明かして罪悪感から抜け出す。一家が自宅に戻るとアントニオによって本棚が持ち去られており、彼らは寝室の割り当てをやり直す。クレオがアデルに話が沢山あると言いながら洗濯の準備を始め、その頭上を飛行機が飛ぶ場面で映画は終わる。

## キャスト
- クレオ - ヤリッツァ・アパリシオ（吹替：塩谷綾子）
- ソフィア - マリーナ・デ・タビラ（吹替：八十川真由野）
- アントニオ - フェルナンド・グレディアガ
- フェルミン - ホルヘ・アントニオ・ゲレーロ（吹替：古川裕隆）
- ペペ - マルコ・グラフ（吹替：田中誠人）
- ソフィ - ダニエラ・デメサ（吹替：佐野仁香）
- トーニョ - ディエゴ・コルティナ・アウトレイ
- パコ - カルロス・ペラルタ（吹替：櫻井優輝）
- アデラ - ナンシー・ガルシア
- テレサ - ヴェロニカ・ガルシア
- ラモン - ホセ・マヌエル・ゲレロ・メンドーサ
- ゾベック教授 - ラテン・ラヴァー（英語版）

### 日本語吹き替え版キャスト
日本語吹き替え版が制作されているが、配信はされていない。
以下配役不明
- ラヴェルヌ知輝／遠藤さやか／有川知江／野川雅史／片貝薫／井上明子／丸山智行／広瀬淳／弘松芹香／武田太一／石川栄一／伊原正明／高尾まみ／上田晴美／生田ひかる／渡部俊樹／斉藤マサキ／畑中万里江／河瀬茉希／芽衣／竹村知美／山口協佳／向坂伊織／米倉希代子

- 吹替翻訳：池田美紀
- 演出：山本洋平
- 制作：ACクリエイト

## 製作
2016年9月8日、アルフォンソ・キュアロンが1970年代のメキシコシティに住むメキシコ人一家に焦点を当てたプロジェクトで脚本、監督を務めることが発表された。製作は2016年秋に始まった。

### 事件
2016年11月3日、撮影中にスタッフが強盗被害に遭ったことが報じられた。スタジオは「2人の女性が攻撃され、5人のスタッフが病院へ行き、携帯電話、財布、宝石が盗まれた」と発表した。

## 公開
2018年4月、Netflixが配給権を獲得したことが報じられた。2018年7月25日にキュアロンのTwitter上でティーザー予告が公開された。それは約1分にわたってタイルの上に水が繰り返し流れ、洗濯の音が聞こえるだけものであった。
ワールド・プレミアは2018年8月30日にヴェネツィア国際映画祭で行われた。北米では2018年8月31日にテルライド映画祭で初上映された。この他に9月10日にトロント国際映画祭、10月5日にニューヨーク映画祭で上映された。
日本では、2018年11月2日に第31回東京国際映画祭の「特別招待作品」部門の上映作品としてTOHOシネマズ六本木ヒルズのスクリーン3で4回上映され、同年12月14日にNetflixで配信された後、第91回アカデミー賞授賞式の12日後である2019年3月9日に全国48館のイオンシネマにてR15+（15歳未満の観覧禁止）で劇場公開された。公開4日後の3月13日には、上映館を29館増やして全国77館（うちイオンシネマは60館）で拡大公開されることが発表された。その後もイオンシネマ以外の上映館を増やした。

## メイキングドキュメンタリー
2020年2月11日、メイキングドキュメンタリー『ROMA/ローマ 完成までの道』(Road to Roma)がNetflixで配信された。

## 評価

### 興行収入
Netflixは『ROMA/ローマ』の興行収入を公表していないが、報道によると2018年11月23-25日の公開初週末に約9万-12万ドル、感謝祭の5日間で20万ドル、ロサンゼルスとニューヨークの劇場では完売と言われている。もしもこの成績が公式発表されたものであったならば、1館あたりの興行収入は6万6600ドルであり、外国映画史上最高額の平均値となっていた。2週目末の劇場数は17館まで拡大された。IndieWireはこのうち4館（完売したサンフランシスコを含む）で11万ドルを売り上げ、2018年で「最も簡単に興行収入を上げる字幕付き映画」になるだろうと推定した。第3週末には100劇場から約50万ドルを稼ぎ、累計は90万ドルに達した。12月14日にはNetflixでの配信が開始されたにもかかわらず147劇場に拡大されて第4週末で36万2000ドル、累計で約140万ドルに達した。翌週には30万ドル、累計は190万ドルに達した。

### 批評家の反応
レビュー・アグリゲーターのRotten Tomatoesでは300件のレビューで支持率は96%、平均点は9.1/10となった。Metacriticでは50件のレビューを基に加重平均値が96/100となった。